# Nordisk Flaggselskap

Bandiera della Nordisk Flaggsallskap o Nordic Flag Society.

La Nordisk Flaggselskap, conosciuta anche con il nome inglese di Nordic Flag Society, è la società di vessillologia dei Paesi nordici.
L'organizzazione ha un nome ufficiale in tutte e cinque le lingue dei paesi in cui opera: Nordiska Flaggsällskapet (svedese), Nordisk Flagselskab (danese), Nordisk Flaggselskap (norvegese), Pohjoismaiden lippuseura (finlandese) e Norræna Fánafélagið (islandese).
Fondata a Copenaghen il 27 gennaio 1973, la società si dedica allo studio delle bandiere e alla promozione della vessillologia in Scandinavia, ed è membro della Federazione internazionale associazioni vessillologiche (FIAV). Nel 2003 ha ospitato il ventesimo congresso internazionale di vessillologia a Stoccolma.
Ogni due anni la società pubblica la rivista Nordisk Flaggkontakt: una pubblicazione professionale di 60 pagine a colori, stampata dalla primavera del 2004. La rivista riporta articoli sulla vessillologia scandinava e internazionale, tradotti sia nelle lingue nordiche che in inglese.